# Maritaing

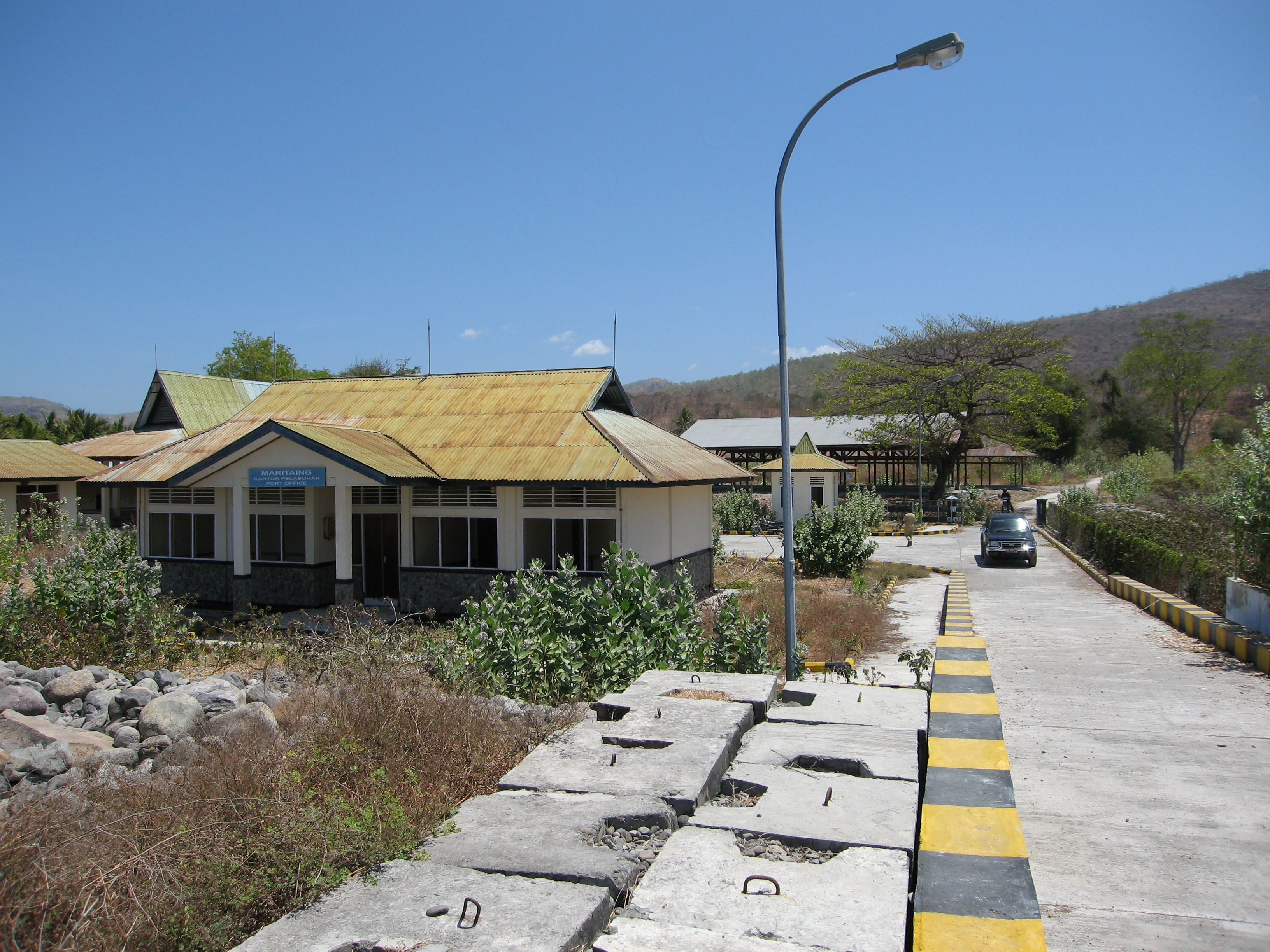

Maritaing is een plaats in het bestuurlijke gebied Alor in de provincie Oost-Nusa Tenggara, Indonesië. Het dorp telt 1003 inwoners (volkstelling 2010).